# Sør-Odal
Gmina Sør-Odal (norw. Sør-Odal kommune) – norweska gmina leżąca w regionie Hedmark. Jej siedzibą jest Skarnes.
Sør-Odal jest 203. norweską gminą pod względem powierzchni.

## Demografia
Według danych z roku 2005 gminę zamieszkuje 7623 osób. Gęstość zaludnienia wynosi 14,75 os./km². Pod względem zaludnienia Sør-Odal zajmuje 130. miejsce wśród norweskich gmin.
| ludność stan na 1 stycznia 2005 |         |           |       |
|                                 | kobiety | mężczyźni | razem |
| osób                            | 3786    | 3837      | 7623  |
| %                               | 49,67%  | 50,33%    | 100%  |

| wykształcenie stan na 1 października 2004 |        |         |        |        |
|                                           | podst. | średnie | wyższe | niezn. |
| osób                                      | 1836   | 3475    | 758    | 67     |
| %                                         | 29,92% | 56,63%  | 12,35% | 1,09%  |

## Edukacja
Według danych z 1 października 2004:
- liczba szkół podstawowych (norw. grunnskolar): 6
- liczba uczniów szkół podst.: 989

## Władze gminy
Według danych na rok 2011 administratorem gminy (norw. rådmann) jest Eyvind Alnæs, natomiast burmistrzem (norw. ordfører, d. borgermester) jest Knut Henrik Hvithammer.